# Bass-Formation
Die Bass-Formation ist  ein geologischer Schichtenverband im Grand Canyon. Sie bildet das Liegende der zur Grand Canyon Supergroup gehörenden Unkar Group und ist während des Mesoproterozoikums im Rodinium/Ectasium vor rund 1250 Millionen Jahren abgelagert worden.

## Etymologie

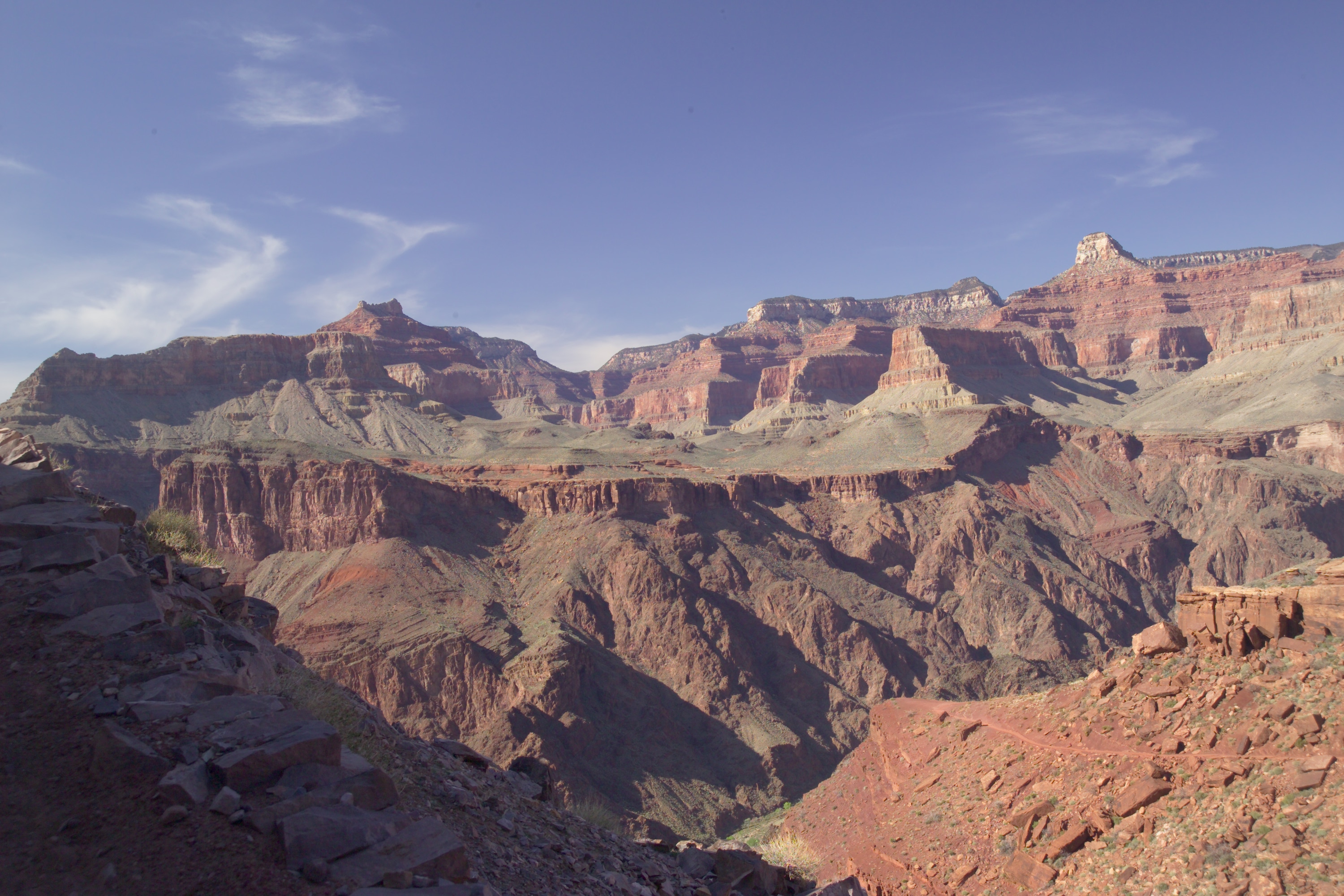
Die transgressive Bass-Formation oberhalb der Granite Gorge mit ihren dunklen Vishnu Basement Rocks, Grand Canyon

Benannt wurde die Formation nach dem Bass Canyon, einem rechten Seitental des Colorado Rivers. Der Name des Bass Canyons leitet sich vom Prospektor William Wallace Bass ab.

## Erstbeschreibung und Forschungsgeschichte
Die wissenschaftliche Erstbeschreibung der Formation und ihre Namenszuweisung erfolgte im Jahr 1914 durch Levi F. Noble. Weitere wissenschaftliche Arbeiten an der Bass-Formation erfolgten sodann im Jahr 1934 durch C. E. Van Gundy sowie im Jahr 1972 durch Russell O. Dalton. Im Jahr 1976 wurde die Bass-Formation von Donald P. Elston und G. R. Scott einer Revision unterzogen und zur Unkar Group gestellt. Neuere Arbeiten an der Bass-Formation stammen von J. Michael Timmons (2001 und 2004), von Timmons und Kollegen (2005 und 2012) und von J. A. Mulder und Kollegen (2017).

## Vorkommen
Die Bass-Formation, Englisch Bass Formation – vormals auch als Bass Limestone bezeichnet – beschränkt sich in ihrem Vorkommen auf den Zentralteil und Ostabschnitt des Grand Canyons im Coconino County im US-amerikanischen Bundesstaat Arizona. Erstmals erscheint die Formation an den Stromschnellen der Hance Rapids an der Flussmeile 77 und wird schließlich ein letztes Mal am Deer Creek an der Flussmeile 137 angetroffen. Die Formation folgt somit dem Colorado River über 60 Meilen bzw. 100 Kilometer. Besonders schön aufgeschlossen ist sie in der Granite Gorge am Colorado River, am Isis Temple und im südwestlichen Bright Angel Canyon.

## Geologischer Überblick
Die Bass-Formation enthält die ältesten Sedimente im Grand Canyon. Diese stellen die unterste Formation der Unkar Group und somit der Grand Canyon Supergroup. Sie wurden im Unkar Basin abgelagert – einem Backarc-Becken, das sich gut 500 Kilometer nordwestlich des Grenville-Orogens gebildet hatte. Die Formation stellt eine gemischte Einheit aus karbonatischen und siliziklastischen Sedimenten dar, welche dem polymetamorphen Grundgebirge – den 1842 bis 1650 Millionen Jahre alten Vishnu Basement Rocks (vormals Granite Gorge metamorphic suite) – auflagern.
Die Bass-Formation entstand im mittleren Mesoproterozoikum (Ectasium). Das vorangegangene frühe Mesoproterozoikum war noch ein biochemisch stabiler Zeitabschnitt mit warmen klimatischen Bedingungen, der aber dann durch die Verschweißung von Kontinentfragmenten zum Superkontinent Rodinia empfindlich gestört und unterbrochen wurde. In den Ozeanen kam es neben einer Umstellung der geochemischen Prozesse, insbesondere des Kohlenstoffkreislaufs, zu einer weltweiten Diversifizierung der Eukaryoten. Außerdem erreichten die Stromatolithen ihren Höhepunkt in Artenzahl und Verbreitung.

## Stratigraphie

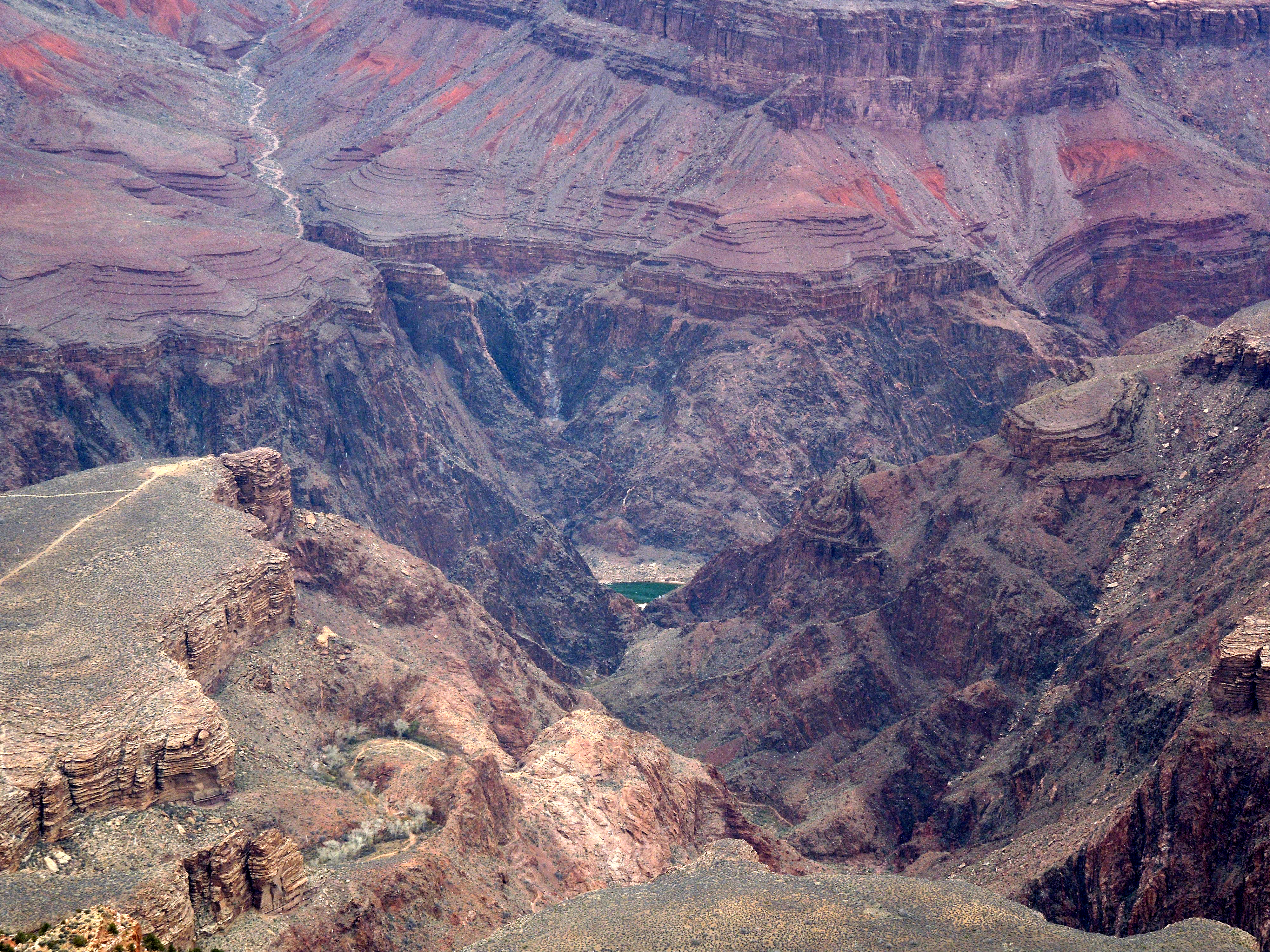
Die Bass-Formation oberhalb der Granite Gorge, Grand Canyon. Darüber der leicht erodierbare, orangerote Hakatai Shale.

Die flach liegende oder schwach mit 10 bis 15° nach Nordost einfallende Bass-Formation folgt transgressiv mit einer ausgeprägten Winkeldiskordanz – der Greatest Unconformity – auf die metamorphen Grundgebirgsgesteine der Vishnu Basement Rocks. Sie wird ihrerseits konform vom Hakatai Shale überlagert.
Die Mächtigkeit der Formation schwankt zwkschen 37 und 104 Meter, wobei generell eine Mächtigkeitszunahme in Richtung Nordwesten erfolgt. Ihre durchschnittliche Mächtigkeit beträgt 80 Meter. Niedrige Mächtigkeiten wie beispielsweise am Crystal Creek mit 57 Meter geben eine Undulation der Transgressionsfläche zu erkennen (topographisches Hoch im Grundgebirge). Maximale Mächtigkeiten mit 100 Meter herrschen am Phantom Creek nördlich der Utah Flats.
Eine Typlokalität der Bass-Formation wurde bisher nicht ausgewiesen.
Stratigraphisch äquivalente Formationen der Bass-Formation sind die Allamore-Formation bei Van Horn und der Castner Marble der Franklin Mountains in Texas, der Mescal Limestone der Apache Group im Süden Arizonas und der Mittelabschnitt der Crystal-Spring-Formation der Pahrump Group des Death Valley im Südosten Kaliforniens.

### Kontaktverhältnisse
Die Untergrenze der Bass-Formation wird von einer bedeutenden Winkeldiskordanz gebildet – der Greatest Unconformity. Diese trennt das unterlagernde, stark erodierte, kristalline Grundgebirge – bestehend aus Gneisen, Schiefern, Graniten und Pegmatiten der Vishnu Basement Rocks – von den proterozoischen Sedimenten der Grand Canyon Supergroup.
Der Kontakt der Greatest Unconformity ist eine bemerkenswert glatte Oberfläche mit nur 6 Meter an Reliefunterschied im Shinumo Quadrangle und 15 Meter im Bright Angel Quadrangle und im Vishnu Quadrangle. Im Hotauta Canyon und in den Granite Narrows reduziert sich der Unterschied auf nur mehr 2 Meter. Flache, nur bis zu 6 Meter hohe Rundhöcker in den Vishnu Basement Rocks können gegenüber der Einmündung des Shinumo Creeks eingesehen werden.
Das Grundgebirge der Vishnu Basement Rocks ist unterhalb der Winkeldiskordanz bis zu maximal 3 Meter Tiefe sehr stark verwittert. Dieser Regolith kann auch fehlen, da er stellenweise vor und auch während der Sedimentation der Bass-Formation erosiv entfernt wurde. Typischerweise besteht der Regolith aus einem dunkelroten bis braunen, strukturlosen, eisenreichen Sediment von wenigen Zentimetern bis 30 Zentimetern Mächtigkeit. Die Winkeldiskordanz ist ein Paradebeispiel einer uralten Rumpffläche (Peneplain).
Der Hangendkontakt der Bass-Formation mit dem aufliegenden Hakatai Shale erfolgt im östlichen Grand Canyon über einen Meter hinweg graduell. Im Red Canyon beispielsweise besteht der Kontakt aus einem Intervall, in dem sich stromatolithische Kalke der Bass-Formation eng mit grobklastischen Sedimenten des Hakatai Shales verzahnen. Im westlichen Grand Canyon ist der Kontakt zwar scharf, erfolgt aber dennoch konform.
Bedingt durch die Winkeldiskordanz der Great Unconformity, die stellenweise sogar bis zur Bass-Formation herabgreift, ergibt sich eine diskordante Überlagerung der Formation durch den Tapeats Sandstone der Tonto Group. Dieser flache Kontakt kann aber durch erosionsresistente Härtlinge in der Unkar Group (wie den Shinumo Quartzite) unterbrochen werden.

### Vereinfachtes Profil
Die Bass-Formation kann intern vereinfachend in zwei Sedimentzyklen im Dekameter-Bereich gegliedert werden. Diese ins Hangende feinkörniger werdenden, 20 bis maximal 50 Meter mächtigen Zyklen ähneln zwar einander, zeigen aber dennoch Unterschiede. Beide Zyklen setzen mit einem Konglomerat aus Grundgebirgsklasten ein und lassen ein fluviatiles bzw. deltaisches Ablagerungsmilieu erahnen. Zu dem Konglomerat können sich stellenweise Diamiktite hinzugesellen, welche aus  Massenströmen hervorgegangen waren. In beiden Zyklen wird das klastengestützte Konglomerat von zusehends feinkörnigeren Schichtkörpern überlagert. Im unteren Zyklus erfolgt ein Übergang zu mikrobiell-beeinflußten, karbonatischen Sedimenten, die bereits etwas tieferes Wasser indizieren. Hierüber legen sich unter wesentlich seichteren Bedingungen abgesetzte, feinkörnige, klastische Wattsedimente – zu erkennen an Tonüberzügen, Rippelmarken und Trockenrissen. Beim Hangendzyklus geht das klastengestützte Konglomerat ebenfalls in nach oben feiner werdende Sedimente über – in diesem Fall in Sand- und Siltsteine mit reichlichen Flachwasseranzeigern sowie Sedimentstrukturen des Trockenfallens. Im oberen Zyklus treten außerdem nur schlecht entwickelte Stromatolithen auf.
Im unteren Zyklus geben konische Stromatolithen innerhalb karbonatischer Fazies eine Vertiefung unterhalb der Schönwetter-Wellenbasis zu erkennen. Submarine Massenstromablagerungen mit eingebetteten Klasten konischer Stromatolithen deuten darauf hin, dass die Massenströme die unter der Wellenbasis liegenden Stromatolithen umflossen und schließlich unterhalb zur Ruhe kamen. Insgesamt demonstriert der untere Zyklus eine anfängliche Vertiefung gefolgt von einer Verflachung der Wassertiefe.
Der Kontakt zwischen dem unteren und oberen Zyklus ist scharf und wird vom zweiten Konglomerat abgedeckt. Zu bemerken ist somit eine Verlagerung der Faziesgürtel in Richtung Küste, wobei die Konglomeratlage Teil eines vorrückenden Deltas bildet, welches seine groberklastischen Sedimente in ein supratidales Karbonatmilieu einspeiste. Der obere Sedimentstapel ist wesentlich siliziklastischer als der Untere. Dies kann dahin gehend  interpretiert werden, dass entweder eine Meeresspiegeländerung geringerer Amplitude oder aber eine Erhöhung des siliziklastischen Inputs stattgefunden hatte – beides womöglich in Zusammenhang mit tektonischen Bewegungen und/oder klimatischen Veränderungen.
Der untere Zyklus der Bass-Formation entspricht folglich einer marinen Transgression, der anfangs noch kleinere Regressionen bis hin zum Trockenfallen widerfuhren. Letzteres lässt sich beispielsweise an räumlich begrenzten und diskordanten Schichtpaketen im Hotauta Konglomerat erkennen. Die Transgression breitete sich aber dennoch rasch aus und ermöglichte sodann die Abscheidung von Karbonaten tieferen Wassers. Der obere Zyklus hingegen repräsentiert eine eindeutige Regression mit in Kollapsbrekzien vorkommenden Evaporiten, mit Gips-Pseudomorphosen und mit zerbrochenen Pisoiden sowie mit einem im Vergleich zum unteren Zyklus gehäuften Auftreten von Flachwasser-Sedimentstrukturen wie z. B. Trockenrissen und Rippelmarken.

### Sequenzstratigraphie
Die Unkar Group wird sequenzstratigraphisch gewöhnlich in vier Zyklen unterteilt, welche alle mit einer Meeresinkursion beginnen. Auf die anfänglich marinen Sedimente folgen Wattsedimente und schließlich subaerische Sedimente. Der erste Zyklus der Unkar Group setzte mit der Bass-Formation ein, der zweite mit Beginn des Hakatai Shales. Der dritte Zyklus begann mit dem Escalante-Creek-Member des Dox Sandstones und der vierte mit dem Comanche-Point-Member. Die Bass-Formation stellt somit den ersten Zyklus.

## Lithologie

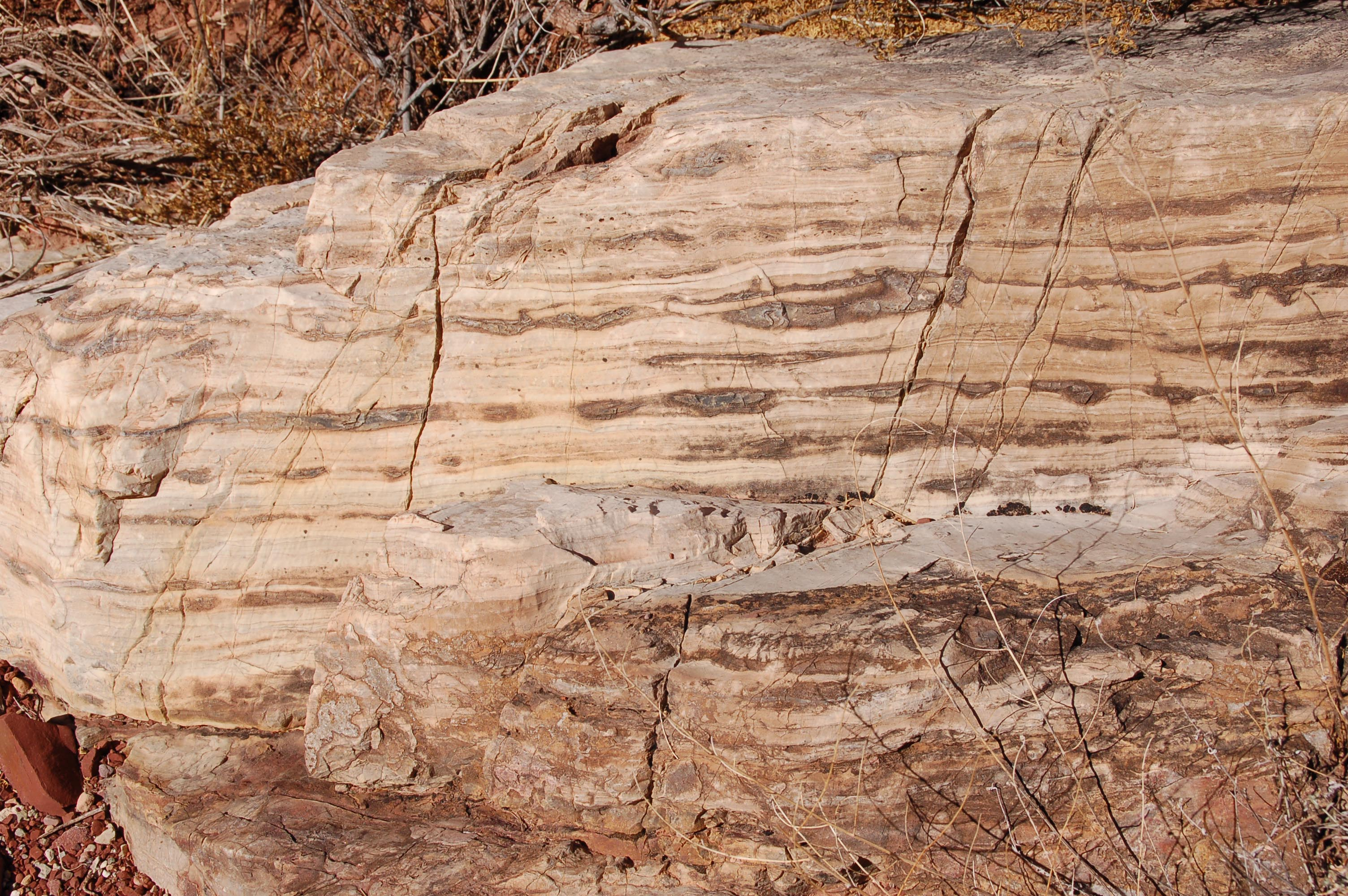
Stromatolithenlage in der Bass-Formation

Lithologisch besteht die Formation vorwiegend aus Dolomiten und sandigen Dolomiten. Die dünn- bis mittellagigen Dolomite sind fein- bis grobkörnig. Zwischengeschaltet treten aber auch dünnlagige Sandsteine feiner bis grober Korngröße, Arkosen, siltige Sandsteine, hervorstechende Konglomeratlagen, intraformationelle Brekzienhorizonte, Tonsteine und Kalke auf. Die gewöhnlich grau gefärbten Dolomite und Kalke können auch rötlich-graue Farbtöne annehmen und enthalten gelegentlich biskuitartige oder biohermale Stromatolithenlagen. Die Konglomerate, Brekzien, Sandsteine und Tonsteine wechseln in ihrer Färbung von violettbraun über dunkelrot zu rotbraun. Dolomite und Kalke beherrschen die Formation im Zentralabschnitt des Grand Canyons, wohingegen Sandsteine, Konglomerate und Tonsteine im Ostabschnitt dominieren. Innerhalb der Formation lässt sich generell eine Abnahme der Korngröße zum Hangenden beobachten.
Die Bass-Formation bildet Steilwände oder eine Treppenstufenmorphologie im Gelände, wobei resistente Dolomitlagen für die Stufen verantwortlich sind, die Absätze wurden aus leicht erodierbaren Tonsteinen herauspräpariert.
Die Bass-Formation weist verschiedene Sedimentstrukturen auf, darunter Rippelmarken, Trockenrisse, Kegelstrukturen (Cone-in-cone-Struktur), intraformationelle Brekzien bzw. Konglomeratlagen, kleinmaßstabige gradierte Schichtung (normal wie invers) und örtlich verfüllte Strömungsrinnen.
Die karbonatischen Partien innerhalb der Formation unterlagen nach ihrer Sedimentation Alterationsprozessen wie Dolomitisierung, Rekristallisation, Stylolithbildung und Verkieselung.

### Lithofazies
Die Bass-Formation enthält acht wesentliche Lithofazies – Dolomite, Kalke, Evaporite, Schiefertone/Tonsteine, Siltsteine, Sandsteine, Konglomerate und Diamiktite mit Verformungen des unverfestigten Sediments. Zu den karbonatischen Fazies gehören dolomitische bis kalkige Boundstones mit domförmigen und konischen Stromatolithen, laminierte Dolomite, evaporitische Dolomite, massive Dolomikrite und dolomitische, Intraklasten-führende Packstones. Bei den siliziklastischen Fazies sind anzuführen Schiefertone/Tonsteine, fein- bis grobkörnige Sandsteine, Konglomerate und Diamiktite. Die Diamiktite enthalten intraformationelle, eckige, bis zu mehrere Dezimeter große Dolomitklasten. Sämtliche Lithofazies verzahnen sich miteinander und verweisen auf aktive tektonische Bewegungen. Der Sedimenteintrag in das restriktive, flachmarine Karbonatsystem war kontinental und erfolgte über fluviatile und deltaische Environments.

### Hotauta Member

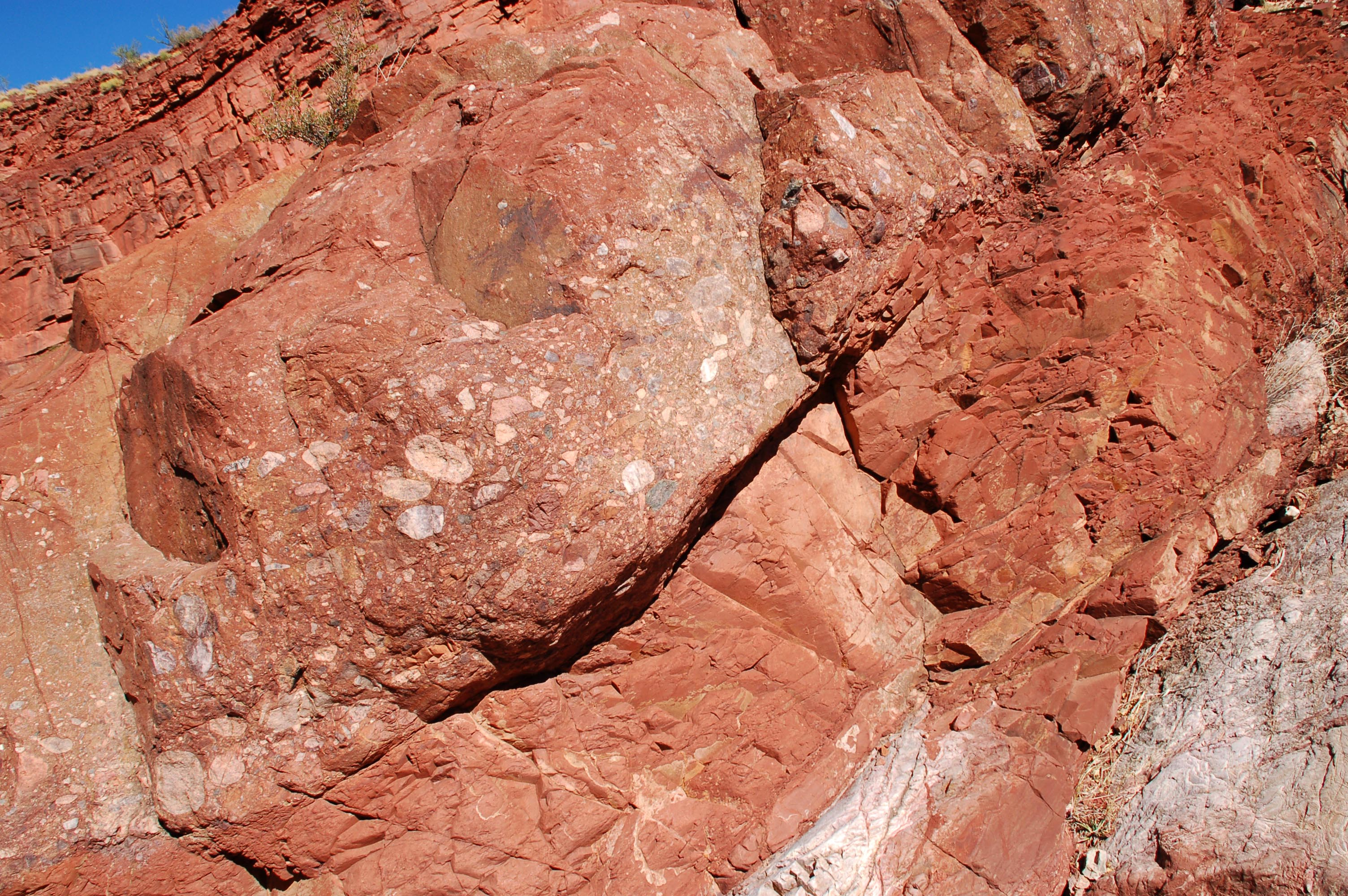
Konglomeratlage in der Bass-Formation

Das zuunterst liegende Hotauta Conglomerate Member (vormals auch nur Hotauta Conglomerate) ist das diskontinuierliche Basiskonglomerat der aus westlicher Richtung erfolgenden marinen Transgression über den abgetragenen Grundgebirgsstumpf. Die enthaltenen Gerölle wurden von den anbrandenden Wellen des langsam eindringenden Meeres zusammengeschwemmt. Die Gerölle bestehen aus Chert, Granit, Quarzit, Quarz, Plagioklaskristallen und Mikropegmatiten, die Matrix aus Sand. Etwa 80 % der Gerölle bestehen aus Granit und Quarzit. Die Quarzitgerölle haben kein Pendant innerhalb des Grand Canyons und stammen folglich von außerhalb. Das Hotauta Member ist hervorragend bei den Hance Rapids (Flussmeile 77) sowie am South Kaibab Trail und am North Kaibab Trail aufgeschlossen.

## Geochemie

### Kohlenstoffisotopen
Die Kohlenstoffisotopen (δ13C-Werte in ‰ PDB) schwanken in der Bass-Formation von 0 bis + 4, wobei ins Hangende eine allmähliche Abnahme auf 0 bis + 2 zu beobachten ist. Hierbei ist anzumerken, dass im vorangegangenen Zeitraum 2000 bis 1250 Millionen Jahre die δ13 C-Werte enorm konstant waren und stets zwischen 0 und + 1 lagen. Dieser Zeitraum wird daher im Englischen als boring billion, d. h. die langweilige Milliarde  bezeichnet. Ein Anstieg des 13C/12C-Verhältnisses kann entweder durch erhöhte biologische Produktivität und/oder durch eine erhöhte Kohlenstoffeinbindung im Sediment erklärt werden. Beide Vorgänge entfernen 12C aus dem Meerwasser und bewirken dadurch eine relative Anreicherung von 13C und somit ein weitaus positiveres Kohlenstoffisotopenbverhältnis im Vergleich zum Wiener Pee Dee Belemnitenstandard (PDB). Eine gestiegene biologische Produktivität ist eventuell auf das Stromatolithenoptimum während der Bass-Sedimentation zurückzuführen.

### Sauerstoffisotopen
Die Sauerstoffisotopen (δ18O-Werte in ‰ PDB) zeigen in der Bass-Formation eine Variationsbreite von – 16,45 bis – 1,84, wobei die Hauptmasse der Daten zwischen – 10 und – 5 zu liegen kommt. Werte um – 15 und niedriger dürften bereits von diagenetischer Alteration betroffen sein, beispielsweise in Nähe der basaltischen Lagergänge und Gänge. Die δ18O-Werte waren im Paläo- und im vorangegangenen Mesoproterozoikum generell niedrig (um – 15 bis – 10) und wurden dann erstmals im Neoproterozoikum positiv. Ein gut dokumentiertes Anwachsen des δ18O-Wertes im marinen Calcit erfolgte sodann während des Phanerozoikums und bedingte folglich auch ein erhöhtes δ18O im Meerwasser selbst. Wie genau sich der δ18O-Wert im Meerwasser ändert, wird nach wie vor kontrovers diskutiert, eine geodynamische/tektonische Ursache wird aber hierbei nicht ausgeschlossen.

### Strontiumisotopen
Die Strontiumisotopen (87Sr/86Sr-Werte) liegen zwischen 0,7066 und 0,7081 und deuten auf primäres Meerwasser. Diese Werte sind typisch für Sedimente, wobei jeweils höhere Werte auf einen bedeutenderen Kontinentaleintrag verweisen. Die 87Sr/86Sr-Werte von 0,7066 bis 0,7081 sind im erdgeschichtlichen Vergleich relativ niedrig und wurden ebenfalls im Cryogenium, im Mesozoikum und im Paläogen verwirklicht (mit einem Minimum von 0,7068 im Oberjura), wohingegen der aktuelle Wert bei 0, 7092 liegt – und der außerdem schon im Kambrium vorherrschte. Die stetigen Anstiege im Neoproterozoikum und im Mesozoikum korrelieren offensichtlich mit dem Zerfall von Superkontinenten – Rodinia im Neoproterozoikum und Pangäa im Mesozoikum.

## Ablagerungsbedingungen

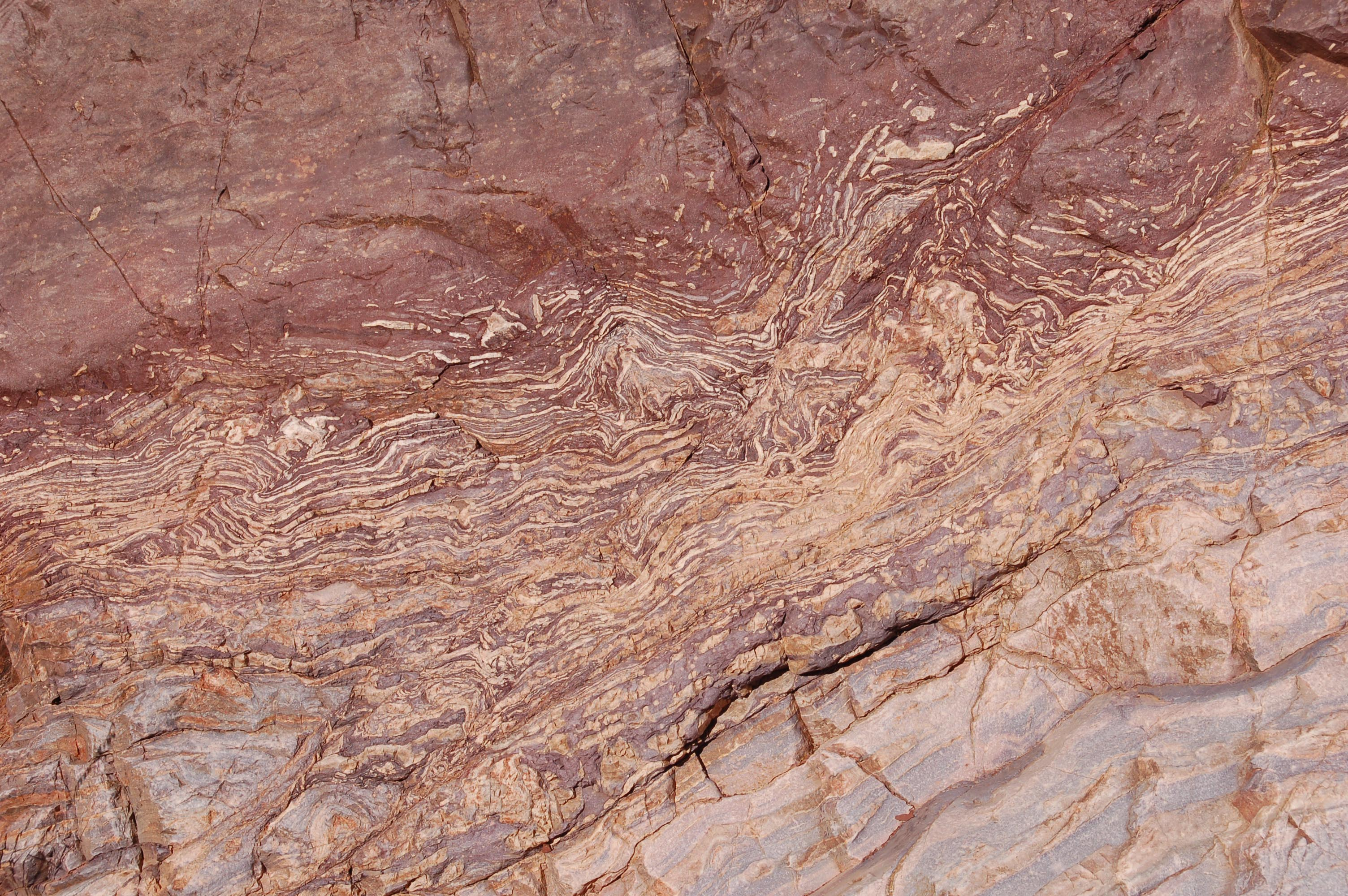
Stromatolithen in der Bass-Formation

Lithologie und Sedimentstrukturen deuten darauf hin, dass die Bass-Formation mit Ausnahme des Hotauta Members marinen Ursprungs ist. Die Transgression war hierbei von Westen erfolgt.
Das basale Hotauta Member besteht aus Flusssanden und Geröllen, die auf den Vishnu Basement Rocks in Depressionen der ehemaligen Erosionsoberfläche abgelagert worden waren. Seine ortsfremden Quarzitgerölle lassen erkennen, dass die Einzugsgebiete der transportierenden Flüsse weit über das Gebiet des Grand Canyons hinausreichten. Marine Transgressionssedimente überdeckten anschließend das Hotauta Member mit einer glatten Oberfläche, mit einem maximalen Höhenunterschied von nicht mehr als 46 Meter.
Die Dolomite der Bass-Formation waren ursprünglich wohl als Kalke gefällt worden und erst durch spätere Diagenese dolomitisiert. Die Kalke entstanden in ungetrübtem, ziemlich warmen und seichten Meerwasser durch sowohl organische als auch inorganische Prozesse. Während des Transgressionshöchststandes akkumulierten Kalke und Tiefwasserschlamm im Westteil des Grand Canyons, wohingegen Stromatolithen-führender Flachwasserschlick im Ostteil abgesetzt wurde. Danach zog sich das Meer im Hangenden der Bass-Formation wieder langsam zurück, erkennbar an jetzt strandnahen Fazies, die von Rippeln, Trockenrissen, oxidierten Schiefertonen und anderen Anzeigern für gelegentliches Trockenfallen gekennzeichnet werden. Während dieser regressiven Phase wurden möglicherweise auch die Bedingungen zur Bildung von Evaporiten erreicht. Am Ende hatte sich im Grand Canyon ein küstennahes Flachwasser-Environment aus Watten, Ästuaren und Deltas etabliert, das zur Ablagerung der Sedimente des Hakatai Shales überleitete.
Insgesamt repräsentiert die Bass-Formation ein peritidales Ablagerungsmilieu, das gelegentlich von fluviatil-deltaischen Inputs und auch Massenströmen unterbrochen wurde. Die tiefsten Ablagerungsbedingungen sind in konischen Stromatolithenlagen und assoziierten submarinen Massenströmen verwirklicht. Intertidale Sedimente zeichnen sich durch domförmige Stromatolithen und symmetrische Rippelmarken aus. Supratidale Ablagerungen enthalten ausgedehnte Algenmatten, erkennbar an tafelförmigen, von Kryptoalgen gebildeten Karbonaten. Kennzeichnend für das Supratidal ist ferner gelegentliches Auftauchen, belegt durch Trockenrisse, kollabierte Pisoide (über evaporitischem Kern) und evaporitische Strukturen.
Laut Dalton (1972) entstammt die Bass-Formation einem flachmarinen Ablagerungsmilieu, das stellenweise und vorübergehend vom offenen Meer durch Tombolos, Barren und vorgelagerte Inseln abgeriegelt wurde. In den entstandenen Einbuchtungen konnten sich Evaporite absetzen. Gleichwohl befand sich der Ablagerungsraum unter terrestrischem Einfluss.

## Fossilgehalt

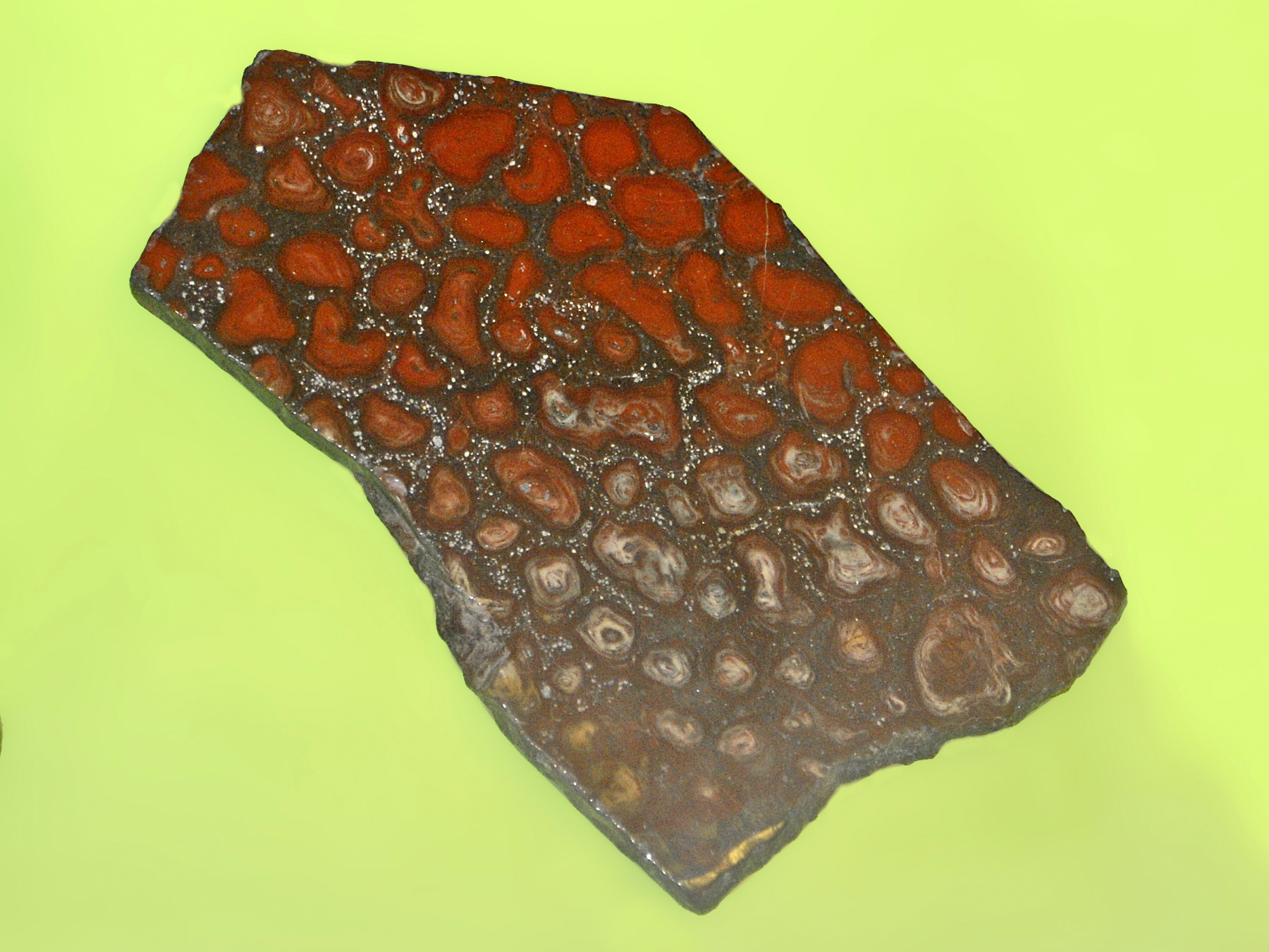
Collenia undosa

Die Bass-Formation führt fossile Stromatolithen, wobei diagnostische säulige Formen nur relativ selten anzutreffen sind. Funde von Collenia undosa (Walcott), Collenia symmetrica (Fenton und Fenton) und Collenia frequens (Walcott) konnten bisher gemacht werden. Wie die assoziierten Sedimente zu erkennen geben, erfolgte das Wachstum dieser Stromatolithen im ruhigen, flachmarinen Bereich. Das häufige Auftreten von Strömungsrippeln und Trockenrissen deutet auf zeitweiliges Trockenfallen. Dünne Brekzienlagen geben überdies kurzzeitige turbulente Ereignisse zu erkennen. Direkte Anzeichen für ein intertidales Environment in Strandnähe fehlen jedoch.
In der Bass-Formation sollen außerdem andere Fossilien zugegen sein, beispielsweise Quallen, Schwämme, Würmer und Muscheln (Bivalvia). Kritische Untersuchungen haben jedoch ergeben, dass die angeblichen Schwämme nur inorganische Kieselkonkretionen sind, die vermeintlichen Quallen Gasentweichungsstrukturen oder Algenkolonien darstellen und die Wurmspuren ebenfalls nur inorganische Sedimentstrukturen repräsentieren. Die vermuteten Bivalvia werden jetzt als abgerundete Tonfladen oder Pellets interpretiert, welche wahrscheinlich auf Algen-Onkolithen zurückzuführen sind.

## Magmatismus
Innerhalb der Bass-Formation treten vulkanische Aschenlagen auf. Sie bestehen aus weißer, sehr feinkörniger Tephra, die sich im Liegenden der Formation mit Dolomiten und Tonsteinen abwechselt. Die Basiskontakte sind meist scharf und deutlich und die Aschenlagen können intern Gradierung aufweisen. Von den umgebenden Schichten, die durch Karbonate und Kalksilikate geprägt werden, unterscheiden sie sich durch eine diversifizierte Silikatmineralogie. Mittels vorhandener Zirkone konnten die Aschenlagen radiometrisch datiert werden.
Wie die anderen Formationen der Unkar Group unterhalb der Cardenas Lava wird auch die Bass-Formation von Basaltgängen durchzogen. Basaltische Lagergänge entlang dolomitischer Partien lösten durch die Aufheizung des kieselhaltigen Sediments eine Metasomatose aus, die unter Rekristallisation im Kontaktbereich der Intrusionen chrysotilhaltigen Asbest erzeugte. Bis zu 10 Zentimeter lange Chrysotilnadeln lassen sich jetzt bis zu 3 Meter vom Kontakt entfernt finden.
Die Asbestvorkommen in der Bass-Formation sind bereits seit der Powell-Expedition bekannt und wurden dann um 1900 von William Wallace Bass und John Hance abgebaut. Wegen des schwierigen Zugangs konnten damals nur mehrere Tonnen Chrysotil gefördert werden. In den sechziger Jahren fand George H. Billingsley an der Mündung des Tapeats Creek in den Colorado River bis zu 7,6 Zentimeter mächtige Asbestadern assoziiert mit Chlorit, Granat und Talk. Diese wurden aber nie abgebaut.

## Tektonische Einflüsse
Die Bass-Formation zeigt eine generelle Mächtigkeitszunahme in westlicher Richtung sowie bedeutende, örtlich begrenzte Mächtigkeitssprünge und Fazieswechsel. Diese Variationen stehen in Zusammenhang mit synsedimentär erfolgten Monoklinalbildungen.  Die generell stärkere Subsidenz des Beckens im Westen kann auf das Andocken eines kontinentalen Inselbogens im Südosten zurückgeführt werden. Ein weiterer Hinweis auf tektonische Bewegungen sind die submarinen Massenstromablagerungen, die mit mehreren unterschiedlichen sedimentären Fazies verknüpft sind. Insgesamt betrachtet stellt die Bass-Sedimentation somit eine Kombination aus Meeresspiegeländerungen und gleichzeitiger Tektonik dar.

### Geodynamik
Es wird angenommen, dass die Bass-Formation in einem absinkenden Backarc-Becken abgelagert worden war. Der davor liegende Inselbogen war eine Folgeerscheinung einer nordwärts gerichteten Subduktion am südlichen Rand von Laurentia. Das Becken selbst entstand durch die Auflast des vorgelagerten Inselbogens, der die Kruste eindrückte. Die Subduktion soll im Zeitraum 1255 bis 1230 Millionen Jahren erfolgt sein. Um 1230 Millionen Jahren kam es dann zu einer Verlangsamung und schließlich zu einem Stillstand der Subduktion unter Laurentia. Ab diesem Zeitpunkt erfolgte ein einschneidender Richtungswechsel – die Subduktion war jetzt nach Süden unter den herannahenden Kalahari-Kraton gerichtet. Wahrscheinlich bewirkte dies ein Abbrechen des nordwärts subduzierenden ozeanischen Krustensegments unter Laurentia und zu einem Herausheben des Unkar Basins samt seines akkumulierten Sedimentinhalts – der Unkar Group mit der Bass-Formation im Liegenden.

## Alter
Das Alter der Bass-Formation kann mittels Uran-Blei-Datierung von Zirkonen in der unteren Aschenlage und mittels Argon-Argon-Datierung überlagernder Basalte (Cardenas Lava) eingegrenzt werden. Zirkone in der vulkanischen Aschenlage aus dem unteren Abschnitt der Formation erbrachten ein Uran-Blei-Alter von 1254,8 ± 1,6 Millionen Jahre BP. Im jüngeren Abschnitt der überlagernden Cardenas Lava wurden 1104 Millionen Jahre BP ermittelt. Darüber hinaus fand eine Studie der Vishnu Basement Rocks (ebenfalls mit der Uran-Blei-Methode), dass diese spätestens vor  1250 Millionen Jahren BP die Oberfläche erreicht hatten.
Laut Mulder und Kollegen (2017), die detritische Zirkone in Sandsteinen der Bass-Formation radiometrisch untersucht hatten, dürfte die Formation in etwa zwischen 1255 und 1240 Millionen Jahren zur Ablagerung gekommen sein. Die Autoren fanden folgende Altersverteilung in den detritischen Zirkonen der Bass-Formation, darunter die drei folgenden Peaks: bei 1740 Millionen Jahren, bei 1480 Millionen Jahren und bei 1240 Millionen Jahren – dem eigentlichen Ablagerungsalter der Formation und charakteristisches Alter des kontinentalen Inselbogen-Magmatismus im Grenville-Orogen (1288 bis 1232 Millionen Jahre). Der erste Peak ist charakteristisch für die Yavapai-Gebirgsbildung (1741 bis 1662 Millionen Jahre), der zweite Peak jedoch für Gesteine der Granite-Rhyolite Province (1550 bis 1350 Millionen Jahre). Auch seltene Zirkonkörner spätarchaischen und frühpaläoproterozoischen Alters waren zugegen.